# 埃爾頓 (內布拉斯加州)
埃爾頓（英語：Elton）是位於美國內布拉斯加州卡斯特縣的鬼鎮。

## 歷史
埃爾頓的郵局於1879年設立，其後於1916年停運。

## 地理
埃爾頓所處的海拔為高於海平面769米（即2523英呎），而該地所採用的時區為UTC-6，即北美中部时区（CST）。同時該地設有夏令時間，為UTC-6調快一小時，即UTC-5（CDT）。